# Hans Haas (burgemeester)
J.E.A. (Hans) Haas (Raalte, 15 januari 1945 – Druten, 12 september 2021) was een Nederlands burgemeester. Hij was lid van het Christen-Democratisch Appèl (CDA).

## Loopbaan
Na diverse diverse ambtelijke functies in zijn geboortegemeente Raalte en de gemeente Hoorn (Noord-Holland) en tussen 1964 en 1989 het locogriffierschap bij de provincie Noord-Brabant, werd hij in 1989 burgemeester van de gemeente Maasdriel. In 1996 werd hij burgemeester van de gemeente Haaren. Op 16 februari 2001 werd hij burgemeester van de gemeente Valkenswaard. Op 1 februari 2007 ging Haas met de VUT. Op 21 april 2008 werd hij benoemd als waarnemend burgemeester van Boekel. Hij bleef dit tot eind 2008. Vanaf midden 2010 was hij waarnemend burgemeester van Gemert-Bakel. Jan van Zomeren werd in maart 2011 zijn opvolger.
J.E.A. Haas overleed in 2021 op 76-jarige leeftijd.

## Nevenfuncties
- Voorzitter Prins Bernhardfonds afdeling Noord-Brabant
- Voorzitter Commissie van Toezicht Penitentiaire Inrichtingen Nieuw-Vosseveld te Vught
- Voorzitter Stichting Beiaard Valkenswaard